# Nasobelba inenodabilis
Nasobelba inenodabilis är en kvalsterart som först beskrevs av Hammer 1979.  Nasobelba inenodabilis ingår i släktet Nasobelba och familjen Suctobelbidae. Inga underarter finns listade i Catalogue of Life.